# فاينل فانتسي تايب-0
فاينل فانتسي أغيتو XIII (بالإنجليزية:  Final Fantasy Agito XIII)‏ (باليابانية:ファイナルファンタジー アギトXIII) هي لعبة فيديو من تطوير شركة سكوير إنكس مخصصة لجهاز سوني بلاي ستيشن بورتبل ،و التي تشكل بالإضافة إلى فاينل فانتسي XIII وفاينل فانتسي فرسز XIII السلسلة فابولا نوفا كريستاليس فاينل فانتسي XIII. اللعبة ليس لها علاقة بـفاينل فانتسي XIII، ولكن أحداثها ستجري في عالم يتشارك نفس السمات والأساطير مع عالم فاينل فانتسي XIII (الإصدارة الرئيسية).
صدرت الدولة في كثير من الدول العربية منها السعودية وفي باقي انحاء العالم".

## أسلوب اللعب
تم وصف اللعبة بأنها ستكون جماعية، ولكن ليس بشكل هائل.

## أحداث اللعبة
ستحدث اللعبة في عالم كبير، ومن المتوقع أن تكون أحداثها كثيرة
ستجري أحداث اللعبة في البداية في مدرسة للسحر، ثم ستنتقل بعد ذلك إلى عالم أوسع خارج المدرسة. ذُكر أن اسم عالم اللعبة هو (أورينس)، وإن اسم الدولة العسكرية المعادية هو ميليتس. كان من المفترض أن تكون هناك معاهدة سلام بين الدول الأربع التي تشكل عالم اللعبة، ولكن قائد دولة ميليتس شن الحرب على الدول المجاورة له. وقد تم الكشف عن أسماء بقية المناطق وهي : روبروم، أنازي وكوغاي.

## الشخصيات
إلى الآن، لم يتم الكشف سوى عن إثني عشر شخصية، جميعهم تلاميذ ويحملون أسلحه متنوعة تتضمن : سيف طويل، سيف ساموراي(كاتانا)، مسدسات، رمح، صولجان...

## اقرأ أيضاً
- فاينل فانتسي XIII
- فابولا نوفا كريستاليس فاينل فانتسي XIII

## وصلات خارجية
- فاينل فانتسي تايب-0 على موقع IMDb (الإنجليزية)

- الموقع الرسمي
- الموقع الرسمي
- الموقع الرسمي
- Final Fantasy Type-0 manga introduction at Gangan Comics (باليابانية)
- Final Fantasy Type-0 novel index at Gangan Comics (باليابانية)